# Pontiac Catalina
El Pontiac Catalina es un automóvil estadounidense de tamaño completo producido por la división Pontiac de General Motors entre 1950 y 1981. Inicialmente, el nombre era una línea de acabado en los estilos de carrocería de techo rígido, apareciendo por primera vez en las líneas Chieftain Eight y DeLuxe Eight de 1950. En 1959, se convirtió en un modelo separado, lanzado como el Pontiac básico de tamaño completo.
Se convirtió en uno de los modelos de mayor éxito de Pontiac, llegando a fabricarse un total de 3.8 millones de unidades. Durante las tres décadas que estuvo en producción, su diseño se fue adaptando a las exigencias del mercado, dando lugar a cinco generaciones de automóviles sucesivas. A pesar de tratarse del modelo básico de tamaño completo de la marca, casi siempre estuvo por delante de sus competidores en equipamiento y prestaciones, destacando por sus potentes motores V8, aunque durante la década de 1970 tuvo que acomodarse a las restricciones impuestas por la crisis del petróleo, adoptando motores V6 de menor consumo. Se trataba de coches de grandes dimensiones, con 5.4 metros de largo, 2 metros de ancho y una distancia entre ejes superior a los 3 metros. Cuando se lanzó en 1960, contaba con un motor V8 de 6376 cc con potencias desde 215 hasta 333 hp, alcanzaba una velocidad de 167 km/h y aceleraba de 0 a 96 km/h en 10 segundos.

## Los orígenes (1950-1958)
El nombre Catalina se utilizó por primera vez para una versión del Chieftain que apareció en 1950, y que se posicionó entre los mejores modelos de la gama Pontiac. Originalmente llamados convertibles hard-top, estos automóviles se caracterizaban por tener superficies de vidrio laterales sin pilares, parabrisas envolvente y se distinguían por ofrecer el equipamiento de alta gama típico de las versiones descapotables. La ventaja que ofrecía la configuración de techo fijo era el mejor nivel de deportividad y ligereza, pero sin los gastos y las desventajas que normalmente se asocian con un convertible.
Con la excepción del Bonneville de 1958, todos los "hard top" Pontiac producidos entre 1950 y 1958 se llamaron Catalina. Inicialmente estaban impulsados por un motor de ocho cilindros en línea y válvulas laterales. Más adelante se instaló el nuevo sistema de propulsión de los modelos Pontiac V8, un motor OHV de 4.7 litros de cilindrada.

## La primera serie: (1959-1960)

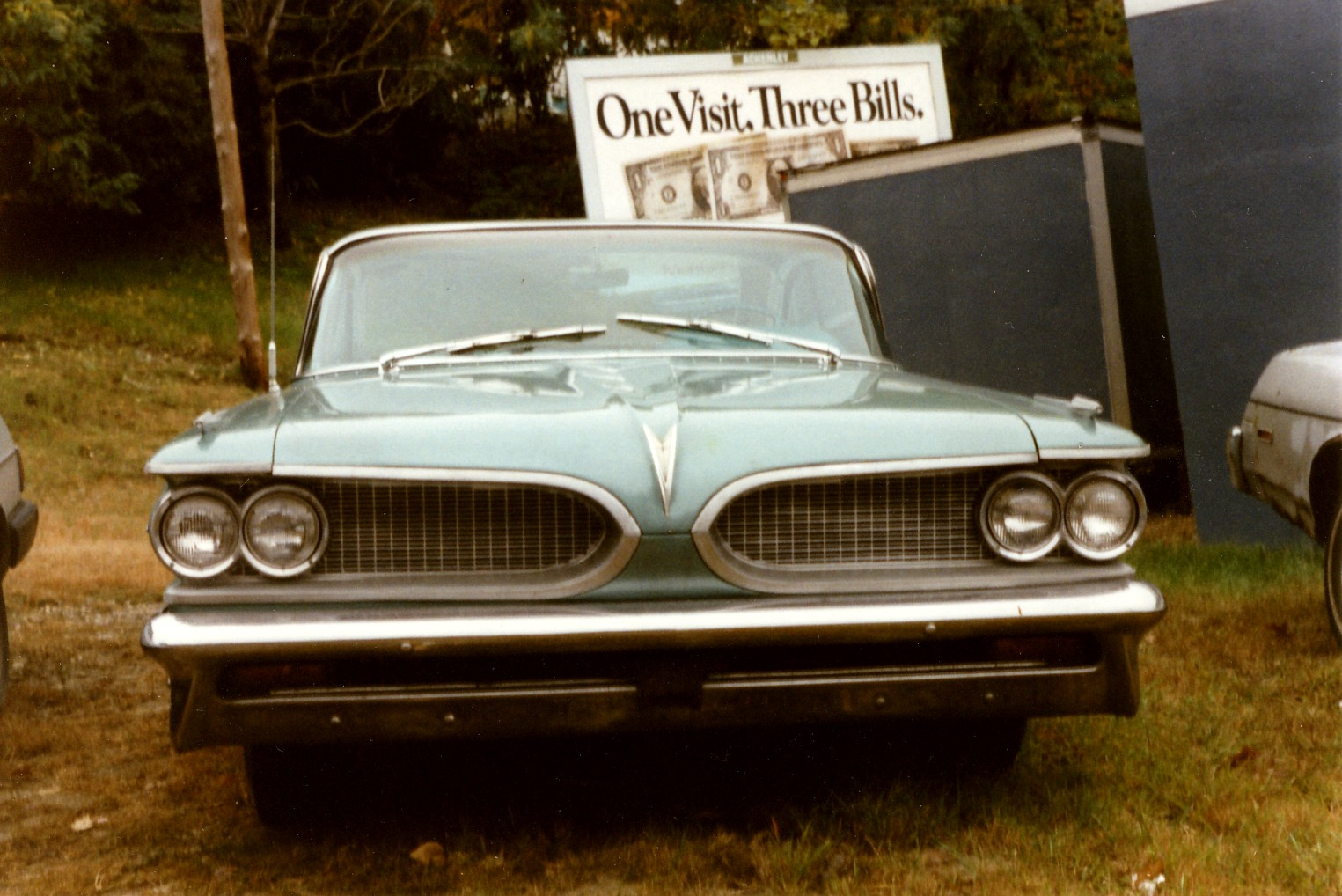
Un Pontiac Catalina de 1959

En 1959, el Catalina se convirtió en un modelo por derecho propio, situándose en la base de la oferta de coches de tamaño completo de Pontiac. En esencia, Pontiac cambió el nombre del Chieftain a "Catalina", mientras que rebajaba el anterior tope de gama, el Star Chief, a la categoría de tamaño mediano, y amplió la gama del Bonneville hacia arriba, de modo que este último también cubría el papel de modelo superior.
El Catalina quedó en la base de toda la gama de tamaño completo de la marca, y Pontiac puso el acento en las versiones más lujosas, a saber, las berlinas de capota rígida con dos y cuatro puertas, el descapotable y el familiar llamado Safari, en lugar de los sedanes normales de dos y cuatro puertas con pilares laterales, a pesar de que estos últimos eran las versiones más vendidas en ese momento.
El Catalina, aunque ocupaba el extremo inferior del rango de tamaño completo de Pontiac, estaba un paso por encima del Chevrolet Impala y solo un paso por debajo del Buick LeSabre y del Oldsmobile 88. Estaba equipado con muchos más accesorios que el modelo de Chevrolet, incluido un motor V8 más potente de 6,4 litros, que era el único disponible para esta generación. En cambio, los automóviles de Chevrolet disponían de motores más pequeños. El Catalina también contaba con la transmisión automática "Hydra-Matic" o la "Turbo Hydra-Matic" de tres o cuatro velocidades, frente al sistema "Powerglide" de dos velocidades de los Chevrolet.
Aunque el Catalina básico estaba equipado con muchos accesorios (como las alfombrillas, la guantera, dos ceniceros, la toma de mechero, la calefacción, el  desempañador y los interiores revestidos de tela especial), los compradores podían agregar más accesorios bajo pedido, como por ejemplo tapacubos y un volante especiales, o un juego de pedales cromados.
Como era habitual en los sedanes de la época, contaba con motor delantero y tracción fue trasera, se le podía añadir un sistema de aire acondicionado y en la parte trasera adoptó el diseño de aletas, que llegó a convertirse en un rasgo clásico de los coches de la década de 1960.

## La segunda serie: (1961-1964)
En 1961, el Pontiac de tamaño completo se rediseñó por completo. La línea ahora era más cuadrada, y reapareció la calandra dividida en dos que había caracterizado a los modelos de 1959, que había sido eliminada al año siguiente. Además, se introdujo el nuevo chasis Torque-Box con largueros laterales, que reemplazó al bastidor en X utilizado desde 1958. El nuevo marco no solo brindaba más protección que el anterior, sino que también proporcionaba más espacio dentro del habitáculo. El techo era más cuadrado en las versiones de cuatro puertas, y el estilo de seis ventanas se suprimió en los sedanes con pilares, mientras que unos nuevos pilares traseros planos y más grandes aparecieron en las versiones de cuatro puertas con la capota rígida.
En los modelos de dos puertas con capota rígida, el techo pasó a ser conocido como "burbuja" porque el pilar trasero era tan delgado y la ventana trasera era tan grande que parecía como si toda el área acristalada fuera de una sola pieza. Se adoptó un parabrisas envolvente que mejoró la visibilidad desde el habitáculo. Las nuevas carrocerías tenían dimensiones más pequeñas y eran más ligeras que las de la generación anterior.
También para esta serie de Catalina se mantuvo el motor V8 de 6.4 litros de cilindrada. Los motores instalados de serie tenían carburadores de doble cuerpo, lo que permitió que los motores desarrollaran entre 215 y 267 hp, dependiendo del sistema de transmisión instalado. El primero se combinó con una caja de cambios de tres velocidades, mientras que el segundo se combinó con la transmisión automática "Hydramatic". El motor de 267 hp rendía 230 hp cuando se usaba gasolina de bajo octanaje. Dos versiones del motor de 6.4 L con carburador de cuádruple cuerpo que rendían 303 hp, o 318 hp (cuando el motor estaba equipado con la opción "Tri-Power", es decir, con tres carburadores de doble cuerpo, de ahí su nombre), se ofrecieron como "opcionales". También estuvieron presentes, entre las opciones, las versiones de alto rendimiento de este último motor, que desarrollaban respectivamente 333 hp y 348 hp; diseñados con una un relación de compresión más alta (10,75:1). Una versión del motor de 363 hp estaba disponible para los coches de carreras de aceleración. A finales de 1961 se añadió a la oferta un motor de 6,9 L y 405 hp.
Durante la mayor parte de los años que estuvo en producción, el Catalina fue el modelo más vendido de Pontiac. Los coches de esta serie estaban equipados con diferencial Safe-T-Track y llantas de aleación de aluminio de ocho agujeros con freno de tambor integrado. En 1964 Pontiac comenzó a ofrecer el Catalina 2+2, que permaneció en producción hasta 1967.

Entre 1962 y 1970 también se ofreció el paquete de opciones Ventura (que incluía un interior más refinado y lujoso), y que anteriormente había sido un modelo separado en 1961 y 1962.

## La tercera serie: (1965-1970)

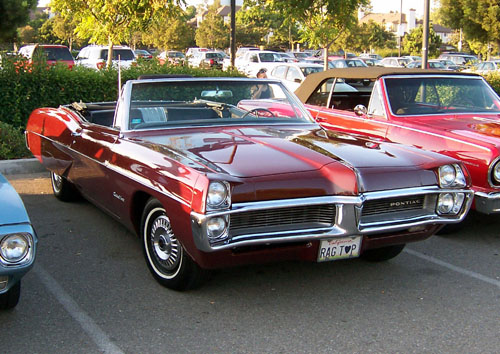
Pontiac Catalina cabriolet de 1967

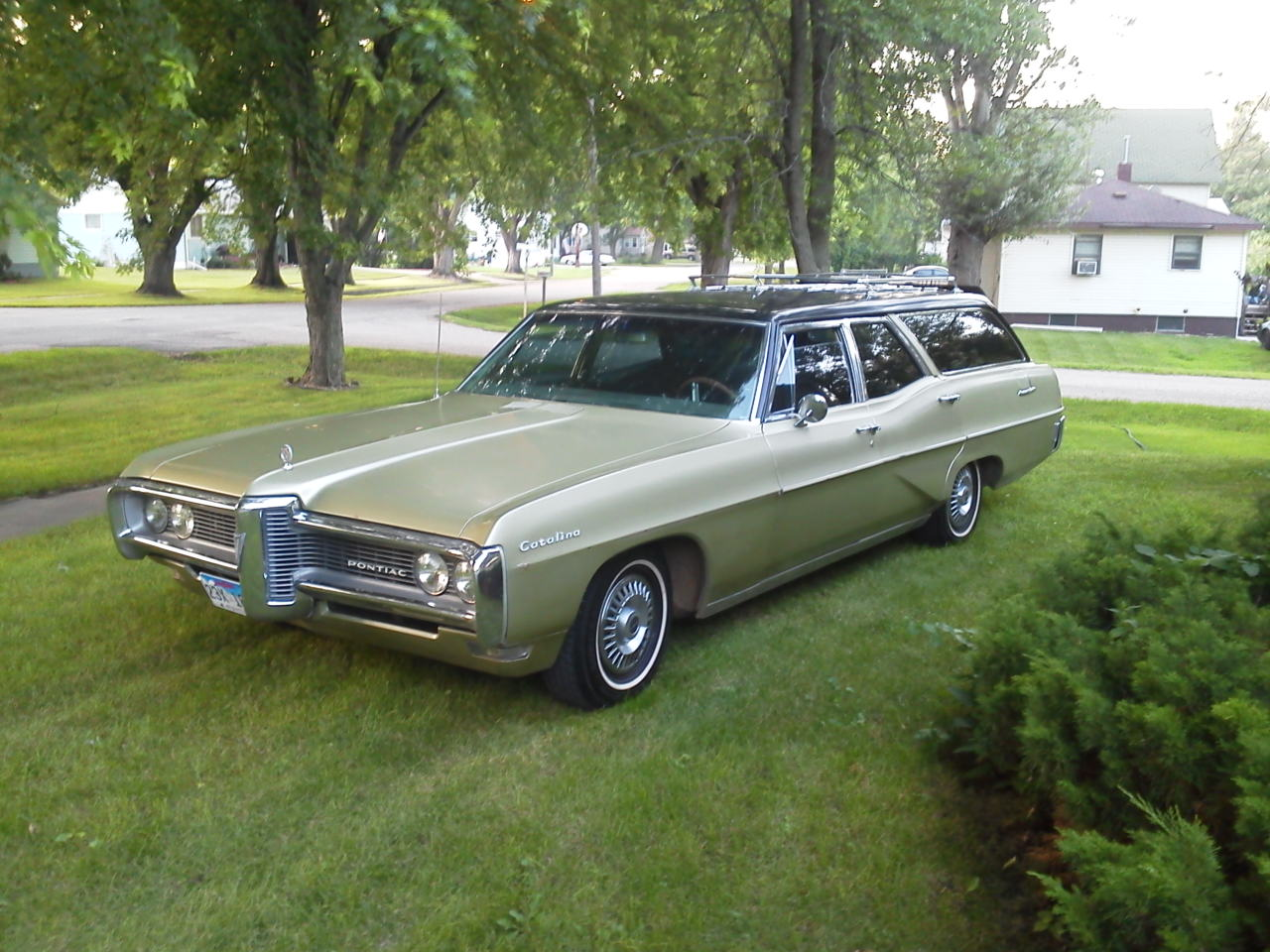
Pontiac Catalina familiar de 1968

En 1965 todos los Pontiac de tamaño completo fueron objeto de un rediseño, y esto llevó al Catalina a tener una línea más sinuosa. Los modelos de dos puertas y capota rígida estaban diseñados con perfiles del tipo fastback. Las dimensiones externas aumentaron.
Con motivo de este rediseño, la transmisión automática Turbo Hydramatic de tres velocidades sustituyó a la anterior transmisión Hydramatic en todos los modelos Pontiac. El Turbo Hydramatic era una caja de cambios de tres velocidades con convertidor de par, que era básicamente similar a la caja de cambios Torqueflite del Chrysler y a la caja de cambios Cruise-O-Matic de Ford. Aunque la transmisión Turbo Hydramatic siguió conteniendo el término Hydramatic en el nombre, no compartía nada con la caja de cambios anterior. La caja de cambios Hydramatic también adoptó el esquema PRNDSL estandarizado que reemplazó al antiguo esquema de denominación de marchas PNDSLR, que los propietarios de los modelos Pontiac, Oldsmobile y Cadillac conocían desde hace mucho tiempo (las secuencias de letras mencionadas corresponden a las relaciones típicas de las transmisiones automáticas, que pueden seguir diferentes patrones según su disposición en la palanca de cambios). Los cambios disponibles eran una transmisión manual de tres velocidades y dos transmisiones automáticas. Estas últimas podían ser de dos velocidades (Turbo Hydramatic 300) o de tres velocidades (Turbo Hydramatic 400).
Los motores V8 de 6.4 y de 6.9 litros fueron revisados, reduciéndose el espesor del cuerpo de los cilindros. En 1967 los dos motores fueron sustituidos por motores V8 de 6.6 y 7 litros. Hacia el final de la producción de esta serie también se introdujo un motor de 7.5 litros. Estos motores también se ofrecieron con diferentes tipos de carburadores, lo que a su vez condicionaba la potencia disponible.
La plataforma B de General Motors producida entre 1965 y 1970 fue la cuarta más vendida de la historia, después del Volkswagen Escarabajo, del Ford T y del Lada Riva.

## La cuarta serie: (1971-1976)

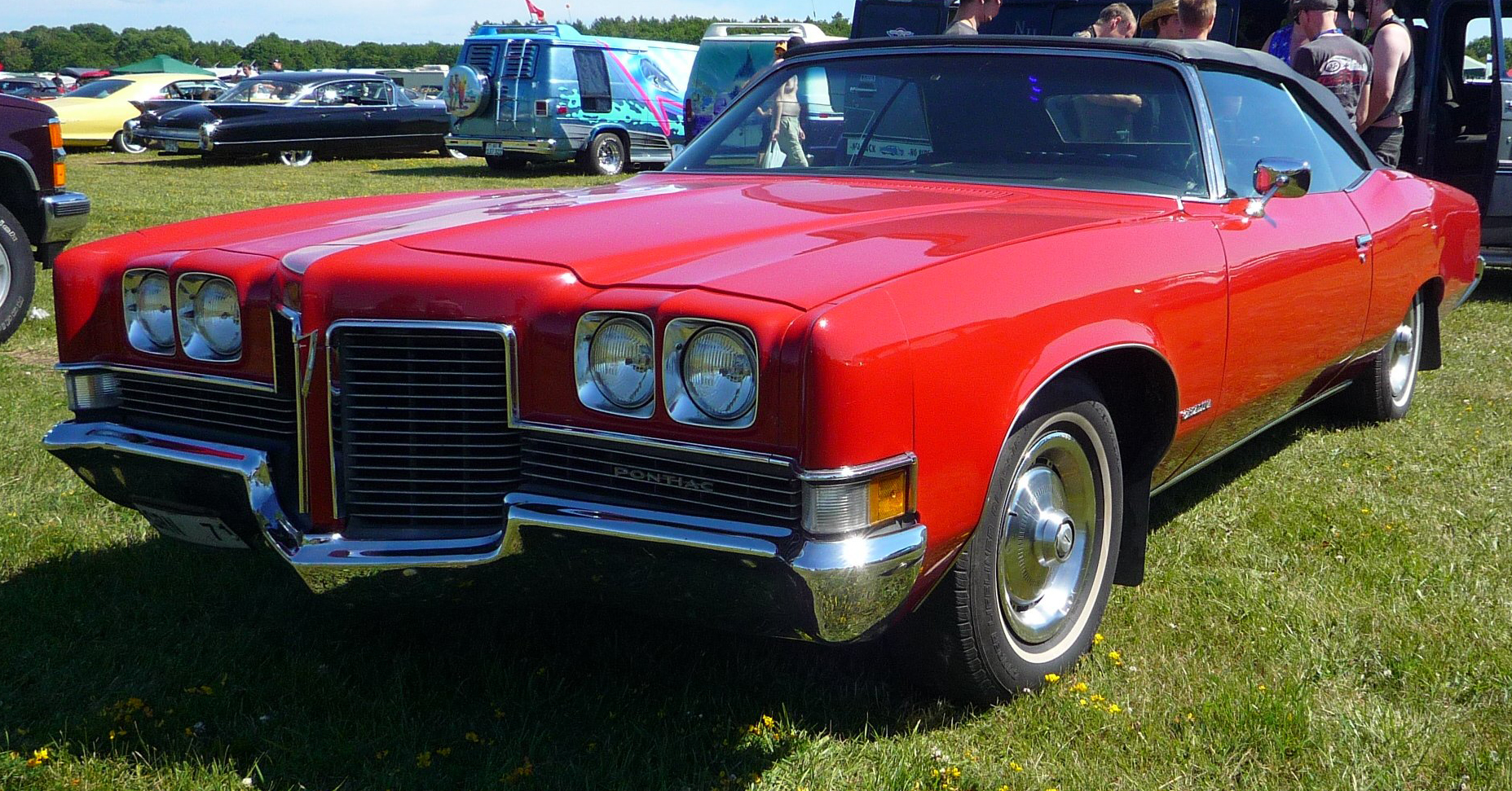
Un Pontiac Catalina cabriolet de 1971

En 1971, el Catalina fue completamente revisado. El frontal se mantuvo casi sin cambios, a excepción de los faros, que se hicieron dobles. Además, se instalaron rejillas en la parte inferior delantera que cubrían todo el ancho frontal. Se aumentó la batalla, pero se conservaron los motores de 6.6 y de 7.5 litros de cilindrada. Ese mismo año, el Executive se retiró del mercado y fue reemplazado por el Catalina Brougham, que tenía un interior más lujoso que el modelo normal. Esta versión especial fue retirada del mercado en 1973, debido a sus bajas ventas.
En 1972 se instaló un nuevo disipador de energía en el parachoques, y se retocó el frontal. Se agregó un nuevo motor de 5.8 L y 265 CV de potencia.

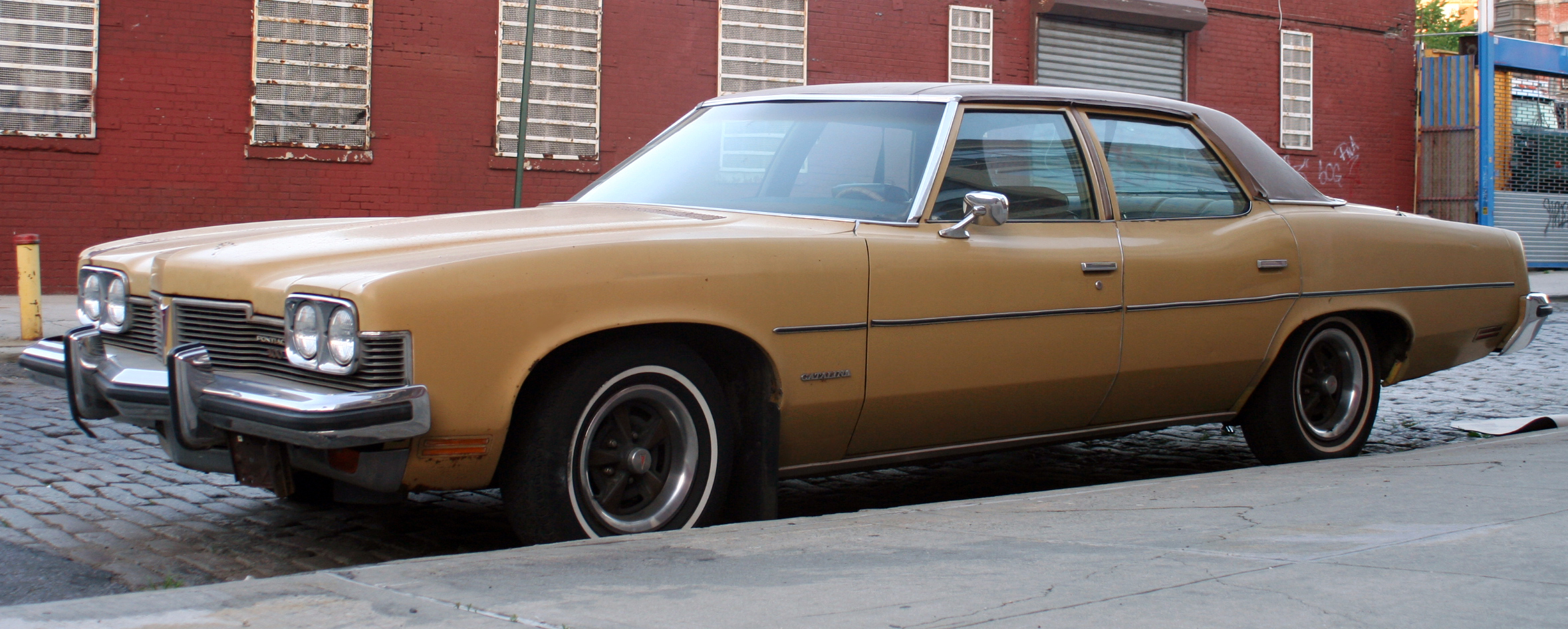
Pontiac Catalina 400 berlina de 1973

La versión descapotable se eliminó del mercado en 1973. Se redujeron las prestaciones del motor base el año mencionado, y todos los Pontiac de tamaño completo pasaron a compartir la misma batalla, algo que no se producía desde 1953. La excepción fue la versión familiar, que se montó sobre una plataforma con una distancia entre ejes más larga.

En 1974 se revisó la calandra y se sacó del mercado el motor de 5.8 litros. En 1975 se eliminó la versión de techo duro de la gama y se revisaron los faros, que pasaron a ser rectangulares.

## La quinta serie: (1977-1981)
En 1977, Pontiac y otras marcas pertenecientes al grupo General Motors hicieron sus modelos de tamaño completo más pequeños. Esta decisión se tomó debido a la crisis energética de 1973, que obligó a los fabricantes a rediseñar sus modelos más grandes para hacerlos más ligeros y más pequeños, y por lo tanto, reducir su consumo de combustible.
El Catalina siguió siendo la versión básica entre los coches de tamaño completo ofrecidos por Pontiac. El motor ofrecido como estándar para los sedanes y cupés fue un V6 de 3.8 litros de cilindrada, mientras que los familiares mantuvieron motores V8. Para las dos primeras versiones mencionadas, también fue posible elegir entre los V8 de 4.9 L, 5.7 L y 6.6 L. Había dos cambios disponibles, ambos automáticos "Turbo-Hydramatic". Uno era de tres velocidades, el "THM200", mientras que el otro tenía cuatro velocidades (el "THM200-4R").
El Catalina fue retirado del mercado en 1981 junto con el más lujoso Bonnevile. Esta resolución se tomó a raíz de la decisión de Pontiac de abandonar gradualmente el segmento de automóviles grandes, siguiendo el programa de reducción del tamaño de sus modelos.

Cuando el Catalina dejó de producirse en 1981, se habían fabricado más de 3,8 millones de unidades desde 1959.

## Laurentian
Entre los años 1950 y 1970, la subsidiaria canadiense de General Motors ideó una serie de denominaciones de los Pontiac de tamaño completo que era diferente de la de los mismos modelos vendidos en los Estados Unidos. Así, los nombres Catalina, Star Chief, Executive y Bonneville pasaron a ser en Canadá Strato Chief, Laurentian y Parisienne. En particular, el Laurentian fue la versión canadiense del Catalina.